# Futbol'nyj Klub Lokomotiv Moskva 1988
Questa voce raccoglie le informazioni riguardanti il Lokomotiv Mosca nelle competizioni ufficiali della stagione 1988.

## Stagione
In questa stagione la Lokomotiv Mosca fece ritorno in Vysšaja Liga, grazie al secondo posto nella stagione precedente.

## Rosa
| N. |                             | Ruolo | Calciatore          |
| -- | --------------------------- | ----- | ------------------- |
|    | Unione Sovietica (bandiera) | C     | Valerij Abramzon    |
|    | Unione Sovietica (bandiera) | C     | Renat Ataullin      |
|    | Unione Sovietica (bandiera) | D     | Sergej Bazulev      |
|    | Unione Sovietica (bandiera) | P     | Stanislav Čerčesov  |
|    | Unione Sovietica (bandiera) | C     | Aleksandr Dozmorov  |
|    | Unione Sovietica (bandiera) | C     | Andrej Fedin        |
|    | Unione Sovietica (bandiera) | C     | Rašid Gallakberov   |
|    | Unione Sovietica (bandiera) | D     | Aleksandr Golovnja  |
|    | Unione Sovietica (bandiera) | C     | Chabib Iljaletdinov |
|    | Unione Sovietica (bandiera) | D     | Sjarhej Harlukovič  |

| N. |                             | Ruolo | Calciatore         |
| -- | --------------------------- | ----- | ------------------ |
|    | Unione Sovietica (bandiera) | C     | Andrej Kalajčev    |
|    | Unione Sovietica (bandiera) | C     | Igor' Konjaev      |
|    | Unione Sovietica (bandiera) | A     | Nikolaj Kovardaev  |
|    | Unione Sovietica (bandiera) | A     | Ihar Hurynovič     |
|    | Unione Sovietica (bandiera) | A     | Pavel Mazurin      |
|    | Unione Sovietica (bandiera) | A     | Aleksandr Podoljak |
|    | Unione Sovietica (bandiera) | A     | Michail Rusjaev    |
|    | Unione Sovietica (bandiera) | D     | Andrej Solovcov    |
|    | Unione Sovietica (bandiera) | D     | Aleksandr Žitkov   |
|    | Unione Sovietica (bandiera) | A     | Evgenij Mileškin   |

## Risultati

### Vysšaja Liga
| Mosca 8 marzo 1988, ore ?:? 1ª giornata | Lokomotiv Mosca | 1 – 0 referto | Neftçi Baku | LFK CSKA |

| Mosca 9 marzo 1988, ore ?:? 2ª giornata | Dinamo Mosca | 2 – 0 referto | Lokomotiv Mosca | Olimpijskij |

| Mosca 20 marzo 1988, ore ?:? 3ª giornata | Lokomotiv Mosca | 1 – 0 referto | Ararat | LFK CSKA |

| Mosca 28 marzo 1988, ore ?:? 4ª giornata | Lokomotiv Mosca | 2 – 1 referto | Dinamo Tbilisi | LFK CSKA |

| Leningrado 9 aprile 1988, ore ?:? 5ª giornata | Zenit Leningrado | 3 – 2 referto | Lokomotiv Mosca | SKK im V. I. Lenina |

| Mosca 17 aprile 1988, ore ?:? 6ª giornata | Lokomotiv Mosca | 2 – 2 referto | Žalgiris Vilnius | LFK CSKA |

| Mosca 24 aprile 1988, ore ?:? 7ª giornata | Lokomotiv Mosca | 0 – 0 referto | Dinamo Minsk | LFK CSKA |

| Mosca 30 aprile 1988, ore ?:? 8ª giornata | Lokomotiv Mosca | 1 – 1 referto | Torpedo Mosca | LFK CSKA |

| Mosca 4 maggio 1988, ore ?:? 9ª giornata | Lokomotiv Mosca | 3 – 0 referto | Qairat | LFK CSKA |

| Kharkiv 14 maggio 1988, ore ?:? 10ª giornata | Metalist | 1 – 0 referto | Lokomotiv Mosca | Metalist Stadium |

| Kiev 22 maggio 1988, ore ?:? 11ª giornata       | Dinamo Kiev | 1 – 0 referto | Lokomotiv Mosca | Stadio della Repubblica (59 000 spett.) |
| \| \| \| \| \| Lytovčenko 3’ \| Marcatori \| \| |             |               |                 |                                         |
|                                                 |             |               |                 |                                         |
| Lytovčenko 3’                                   | Marcatori   |               |                 |                                         |

| Mosca 30 giugno 1988, ore ?:? 12ª giornata | Lokomotiv Mosca | 2 – 0 referto | Černomorec | LFK CSKA |

| Donec'k 4 luglio 1988, ore ?:? 13ª giornata | Šachtar | 0 – 1 referto | Lokomotiv Mosca | Stadio Šachtar |

| Dnipropetrovsk 8 luglio 1988, ore ?:? 14ª giornata | Dnepr | 2 – 1 referto | Lokomotiv Mosca | Stadio Meteor |

| Mosca 17 luglio 1988, ore ?:? 15ª giornata | Lokomotiv Mosca | 2 – 2 referto | Spartak Mosca | LFK CSKA |

| Mosca 31 luglio 1988, ore ?:? 16ª giornata | Lokomotiv Mosca | 1 – 1 referto | Metalist | LFK CSKA |

| Mosca 4 agosto 1988, ore ?:? 17ª giornata | Lokomotiv Mosca | 1 – 1 referto | Dinamo Kiev | LFK CSKA |

| Alma-Ata 13 agosto 1988, ore ?:? 18ª giornata | Qairat | 1 – 1 referto | Lokomotiv Mosca |  |

| Vilnius 20 agosto 1988, ore ?:? 19ª giornata | Žalgiris Vilnius | 1 – 2 referto | Lokomotiv Mosca |  |

| Mosca 25 agosto 1988, ore ?:? 20ª giornata | Lokomotiv Mosca | 2 – 0 | Zenit Leningrado | LFK CSKA |

| Minsk 3 settembre 1988, ore ?:? 21ª giornata | Dinamo Minsk | 3 – 2 referto | Lokomotiv Mosca |  |

| Tbilisi 25 settembre 1988, ore ?:? 22ª giornata | Dinamo Tbilisi | 0 – 0 referto | Lokomotiv Mosca |  |

| Baku 11 ottobre 1988, ore ?:? 23ª giornata | Neftçi Baku | 1 – 1 referto | Lokomotiv Mosca |  |

| Erevan 22 ottobre 1988, ore ?:? 24ª giornata | Ararat | 0 – 0 referto | Lokomotiv Mosca |  |

| Mosca 26 ottobre 1988, ore ?:? 25ª giornata | Torpedo Mosca | 2 – 1 referto | Lokomotiv Mosca |  |

| Mosca 31 ottobre 1988, ore ?:? 26ª giornata | Lokomotiv Mosca | 2 – 0 referto | Šachtar | LFK CSKA |

| Mosca 5 novembre 1988, ore ?:? 27ª giornata | Lokomotiv Mosca | 0 – 1 referto | Dnepr | LFK CSKA |

| Mosca 8 novembre 1988, ore ?:? 28ª giornata | Lokomotiv Mosca | 2 – 2 referto | Dinamo Mosca | LFK CSKA |

| Mosca 14 novembre 1988, ore ?:? 29ª giornata | Spartak Mosca | 1 – 1 referto | Lokomotiv Mosca | Olimpijskij |

| Odessa 19 novembre 1988, ore ?:? 30ª giornata | Černomorec | 0 – 1 referto | Lokomotiv Mosca |  |

### Kubok SSSR
| Mosca 5 giugno 1988 | Lokomotiv Mosca | 1 – 0 referto | Traktor Pavlodar | Stadio Lokomotiv |

| Pavlodar 20 luglio 1988 | Traktor Pavlodar | 2 – 0 referto | Lokomotiv Mosca | Stadio Centrale di Pavlodar |

### Kubok Federacii SSSR
| Mosca 9 maggio 1988, ore ?:? 2 giornata | Lokomotiv Mosca | 2 – 2 referto | Spartak Mosca | LFK CSKA |

| Mosca 14 novembre 1988, ore ?:? 5ª giornata | Spartak Mosca | 8 – 1 referto | Lokomotiv Mosca |  |